# Josef Andreas Jungmann
Josef Andreas Jungmann SJ (ur. 16 listopada 1889 w Sand in Taufers, zm. 26 stycznia 1975 Innsbrucku) – austriacki jezuita i teolog. 

## Życiorys
Jedna z ważniejszych postaci Ruchu liturgicznego, promotor katolickiej reformy liturgicznej zapoczątkowanej przez Sobór watykański II, którego był doradcą. Jego najważniejszym dziełem było dwutomowe studium historii Eucharystii Missarum Sollemnia. Eine genetische Erklärung der römischen Messe (Missarum sollemnia. Objaśnienie źródłowe Mszy rzymskiej).

## Dzieła
- Die Frohbotschaft und unsere Glaubensverkündigung, Ratyzbona, Pustet, 1936 r.
- Die liturgische Feier, Ratyzbona, Pustet, 1939 r.

- Christus als Mittelpunkt religiöser Erziehung, Frybrug, Herder, 1939 r.
- Gewordene Liturgie, Innsbruck, Rauch, 1941 r.
- Die Eucharistie, Wiedeń, Herder, 1946 r.
- Missarum Sollemnia. Eine genetische Erklärung der römischen Messe, 2 voll., 5ª ediz. Bonn, Nova & Vetera, 1962. ISBN 3-936741-13-1
- Liturgie der christlichen Frühzeit bis auf Gregor den Grossen, Fryburg szwajcarski, Università, 1967, polskie wydanie: Liturgia pierwotnego Kościoła : do czasów Grzegorza Wielkiego, Teresa Lubowiecka (przekł.) ; Helmut J. Sobeczko (posł.), Kraków: Tyniec - Wydawnictwo Benedyktynów, 2013, s. 503, seria: Modlitwa Kościoła 16, ISBN 978-83-7354-438-3.